# Mimoides xynias
Espèce
Mimoides xynias est une espèce d'insectes lépidoptères (papillons) qui appartient à la famille des Papilionidae, à la sous-famille des Papilioninae et au genre Mimoides.

## Dénomination
Mimoides xynias a été décrit par le naturaliste britannique William Chapman Hewitson en 1875 sous le nom de Papilio xynias.
Synonyme : Eurytides xynias.

### Sous-espèces
- Mimoides xynias xynias ; présent en Bolivie et au Pérou.
- Mimoides xynias trapeza (Rothschild & Jordan, 1906) ; présent en Équateur[1].

### Nom vernaculaire
Mimoides xynias se nomme Peruvian Cattleheart Mimic en anglais.

## Description
Mimoides xynias est un papillon noir d'une envergure d'environ 74 mm aux ailes antérieures à bord externe concave et aux ailes postérieures à bord externe festonné. Le dessus est noir iridescent avec aux ailes antérieures une plage bleu clair près du bord interne et aux ailes postérieures une ligne submarginale de chevrons bleu clair et quelques taches rouge.

## Biologie
Mimoides xynias imago comme chenille, présente un mimétisme batésien avec les Parides dont les chenilles se nourrissent d'Aristolochia ce qui les rend toxique pour les prédateurs.

### Plantes hôtes
Les plantes hôtes de sa chenille sont des Annonaceae.

## Écologie et distribution
Mimoides xynias est présent en Équateur, en Bolivie et au Pérou,,.

### Biotope
Mimoides xynias réside dans les forêts de pré-montagne des contreforts des Andes, entre 200 m et 800 m et pour Mimoides xynias trapeza entre 700 m et 1 500 m.

### Protection
Pas de statut de protection particulier.